# John Tremayne Rodd
Pour les articles homonymes, voir Rodd.
Sir John Tremayne Rodd, né en 1768 au manoir familial à Trebartha (en) en Cornouailles et mort le 4 octobre 1838 à Tunbridge Wells,, est un officier de la Royal Navy.

## Biographie
Quatrième enfant de ses parents, il a pour second prénom (Tremayne) le nom de famille du beau-frère de sa mère. Pendant les guerres de la Révolution française, il commande le sloop de guerre HMS Bonetta puis le HMS Scorpion, participe à la capture du navire corsaire français Le Poisson Volant, puis capture le corsaire néerlandais Courier,. Promu capitaine en 1798, il commande à partir de 1805 le navire de ligne HMS Indefatigable durant les guerres napoléoniennes, et participe entre autres à la bataille de l'île d'Aix. Il capture par ailleurs les navires corsaires français La Diane et La Clarisse. Il commande le vaisseau de 74 canons HMS Warrior en 1814, à la fin de la guerre,,.
En 1809 il épouse Jane, fille du major et géographe James Rennell, initiant ainsi la lignée familiale des Rennell Rodd,,. Promu contre-amiral en 1825, il est fait chevalier commandeur de l'ordre du Bain en 1832. Il est promu vice amiral peu avant sa mort en 1838. L'église St Marylebone à Londres contient un mémorial à sa mémoire, qui représente le HMS Warrior sur une mer houleuse.
Son fils aîné James adopte le nom de famille Rennell Rodd, et le fils de ce dernier, également prénommé James, poète, est l'ambassadeur du Royaume-Uni en Suède puis en Italie avant d'être anobli en 1933, devenant le 1er baron Rennell de Rodd, hameau où se trouve le domaine ancestral de la famille Rodd,.